# Moschino
Moschino est une entreprise de mode italienne basée à Milan qui crée des vêtements et des accessoires de luxe pour femme et homme. Fondée en 1983, elle est rachetée en 1999 par le Groupe Aeffe de la styliste Alberta Ferretti.

## Histoire
La marque portant le nom de Moschino est créé par Franco Moschino (1950-1994) en 1983 à San Giovanni in Marignano, dans la Province de Rimini. Dès le début, la marque se fait remarquer par ses parodies de Chanel ainsi que ses campagnes publicitaires à contre-courant. Sa collection de 1987 est plus particulièrement remarquée, recyclant certaines idées du pop-art.
Après la mort prématurée du fondateur, Rossella Jardini, son ancienne assistante, est devenue directrice de la création. Moschino et son label de mode sont devenus célèbres pour leur caractère innovant, coloré (parfois excentrique), conceptuel, pour leurs critiques de l'industrie de la mode et pour leurs campagnes de sensibilisation sociale dans le début des années 1990. Vincent Darré y travaille un temps. La marque fait partie depuis 1999 du groupe de mode Aeffe. Moschino a conçu les costumes de la cérémonie d'ouverture des jeux olympiques d'hiver de 2006 à Turin. Moschino a également conçu des tenues pour des personnes comme Kylie Minogue (en 2005, Showgirl), The Greatest Hits et Madonna (en 2008 Sticky & Sweet tour).

### Jeremy Scott
En 2013, Jeremy Scott succède à Rossella Jardini à la tête de la direction artistique de la maison.
Ce styliste présente sa première collection pour Moschino lors de la Fashion Week de Milan Automne-Hiver en février 2014. Son mélange de culture pop de mode hip-hop, de streetwear par son usage des logos, ses détournements de McDonald's ou de Bob l'Éponge, font qu'il reçoit un large écho dans la presse même si les avis sont divergents,. Malgré tout, les ventes sont au rendez-vous et sa première collection se vend bien. Son exagération et accumulation des logotypes, inspirée d'une tendance notoire des années 1990, reste au stade de parodie et de second degré. Cette réutilisation de symboles lui vaut d'être parfois comparé avec Jean-Charles de Castelbajac. Il intègre l'humour et l'ironie à sa collection, par exemple en faisant se rencontrer le « M » de Moschino à celui de McDonalds sur des tenues rouges et jaunes. Sa démarche permet de rendre la marque immédiatement identifiable. Sa seconde collection est dans la même veine, poursuivant le détournement de canettes de sodas ou de packagings de sucreries. Mais sa collection 2016 à base de pilules, ironie face aux collections capsules, est plutôt bien accueillie en Europe mais contestée par les militants antidrogue américains. Ils appellent au boycott et certains points de vente prestigieux de ce pays retirent les vêtements de la vente. En 2023, Jeremy Scott quitte la direction artistique de la maison.

## Labels
La marque se compose de plusieurs labels :
- Moschino couture (femmes et la ligne des hommes principale).
- Moschino Boutique (femmes de ligne secondaire).
- Love Moschino (femmes et ligne de diffusion des hommes, créés de 1986 à 2008).

En outre, accessoires, bijoux, parfums et cosmétiques sont vendus sous la marque Moschino.